# Fuik (olie-industrie)
Een fuik binnen de olie-industrie (in het Engels "trap" genoemd) is een structureel geologische of stratigrafische beperking voor koolwaterstoffen om te ontsnappen uit een reservoirgesteente. Er bestaan drie soorten traps:
- structurele fuiken - veroorzaakt door een structureel geologische beperking)
- stratigrafische fuiken - veroorzaakt door een verschil in gesteente waardoor de koolwaterstoffen niet kunnen ontsnappen; bijvoorbeeld een schalie die over een olie-houdende zandsteen is afgezet)
- combinatie-fuiken - een combinatie van beide bovenstaande karakteristieken

Een fuik is in de olie-industrie essentieel voor het vóórkomen van aardolie of -gas. Zonder fuik blijft de olie of gas niet in het reservoirgesteente en zal wegvloeien aan het aardoppervlak. De La Brea-teerputten is een voorbeeld van een gebied waar koolwaterstoffen aan het oppervlak ontsnappen. Ook de teerzanden van het Canadese Athabasca kunnen gezien worden als een trap failure (een "falende fuik"), hoewel de koolwaterstoffen (in dit geval teer) in het sediment blijven zitten.